# Köppengletscher
Der Köppengletscher ist ein Gletscher in der Shackleton Range, einem Teil des Transantarktischen Gebirges im Coatsland östlich des Filchner-Ronne-Schelfeises.
In den La-Grange-Nunatakkern fließt er zwischen Mount Etchells und Butterfly Knoll im Westen sowie Mount Beney im Osten nordwärts in Richtung Slessor-Gletscher.
Der Gletscher wurde von Teilnehmern der Expedition GEISHA (Geologische Expedition in die Shackleton Range) des Alfred-Wegener-Instituts im Südsommer 1987/1988 nach dem russisch-deutschen Meteorologen und Klimatologen Wladimir Peter Köppen (1846–1940) benannt, der 1875–1918 den Seewetterdienst in Hamburg leitete.
Dieser und weitere 7 Namensvorschläge von GEISHA wurden zusammen mit 7 Vorschlägen aus den Expeditionen GANOVEX V und VII am 9./10. Mai 1994 vom Deutschen Landesausschuss für das Scientific Committee on Antarctic Research (SCAR) und für das International Arctic Science Committee (ISAC) bestätigt und ans SCAR gemeldet.